# Championnats d'Europe de slalom (canoë-kayak) 2014
Navigation
2013 2015
Les championnats d'Europe de slalom de canoë-kayak se déroulent à Vienne (Autriche) du 29 mai au 1er juin 2014.

## Résultats

### Hommes

#### Canoë
| Event                       | Or                                              | Résultat | Argent                                         | Résultat | Bronze                                                      | Résultat |
| Canoë monoplace par équipes | Slovénie Benjamin Savšek Anže Berčič Luka Božič | 98,48 s  | Tchéquie Lukáš Rohan Vítězslav Gebas Jan Mašek | 101,18 s | Slovaquie Michal Martikán Alexander Slafkovský Karol Rozmuš | 102,16 s |
| Canoë biplace par équipes   | Slovaquie                                       | 111,39 s | France                                         | 112,85 s | Tchéquie                                                    | 115,08 s |
| Canoë monoplace             | Slovaquie Alexander Slafkovský                  | 88,49 s  | Slovaquie Michal Martikán                      | 89,76 s  | Allemagne Jan Benzien                                       | 90,05 s  |
| Canoë biplace               | Slovaquie Ladislav Škantár Peter Škantár        | 95,20 s  | Pologne Marcin Pochwała Piotr Szczepański      | 95,41 s  | Slovénie Luka Božič Sašo Taljat                             | 96,93 s  |

#### Kayak
| Event             | Or                                                          | Résultat | Argent                                                  | Résultat | Bronze                                                  | Résultat |
| Kayak par équipes | Allemagne Sebastian Schubert Fabian Dörfler Alexander Grimm | 96,27 s  | Royaume-Uni Richard Hounslow Joseph Clarke Thomas Brady | 98,75 s  | Pologne Mateusz Polaczyk Rafał Polaczyk Dariusz Popiela | 98,90 s  |
| Kayak monoplace   | Tchéquie Jiří Prskavec                                      | 83,94 s  | Tchéquie Vít Přindiš                                    | 84,82 s  | Espagne Samuel Hernanz                                  | 86,32 s  |

### Dames

#### Canoë
| Event             | Or                                                       | Résultat | Argent                                                | Résultat | Bronze                                                  | Résultat |
| Canoë monoplace   | France Caroline Loir                                     | 105,21 s | Autriche Julia Schmid                                 | 106,32 s | Tchéquie Kateřina Hošková                               | 107,05 s |
| Canoë par équipes | Royaume-Uni Mallory Franklin Jasmine Royle Eilidh Gibson | 140,28 s | Espagne Núria Vilarrubla Miren Lazkano Klara Olazabal | 149,56 s | Tchéquie Kateřina Hošková Monika Jančová Jana Matulková | 161,67 s |

#### Kayak
| Event             | Or                                                              | Résultat | Argent                                                    | Résultat | Bronze                                         | Résultat |
| Kayak par équipes | Tchéquie Štěpánka Hilgertová Kateřina Kudějová Veronika Vojtová | 108,65 s | Espagne Maialen Chourraut Irati Goikoetxea Marta Martínez | 110,17 s | France Carole Bouzidi Nouria Newman Émilie Fer | 110,36 s |
| Kayak monoplace   | Allemagne Ricarda Funk                                          | 96,11 s  | Allemagne Melanie Pfeifer                                 | 96,37 s  | France Émilie Fer                              | 96,65 s  |

## Tableau des médailles
| Rang | Nation      | Or | Argent | Bronze | Total |
| ---- | ----------- | -- | ------ | ------ | ----- |
| 1    | Slovaquie   | 3  | 1      | 1      | 5     |
| 2    | Tchéquie    | 2  | 2      | 2      | 6     |
| 3    | Allemagne   | 2  | 1      | 1      | 4     |
| 4    | France      | 1  | 1      | 2      | 4     |
| 5    | Slovénie    | 1  | 0      | 1      | 2     |
| 6    | Pologne     | 0  | 1      | 1      | 2     |
| 6    | Espagne     | 0  | 1      | 1      | 2     |
| 8    | Autriche    | 0  | 1      | 0      | 1     |
| 8    | Royaume-Uni | 0  | 1      | 0      | 1     |
|      | Total       | 9  | 9      | 9      | 27    |